# Infanterie-Regiment „von Lützow“ (1. Rheinisches) Nr. 25
Das Infanterie-Regiment „von Lützow“ (1. Rheinisches) Nr. 25 war ein Infanterieverband der Preußischen Armee.

## Geschichte

### Befreiungskriege

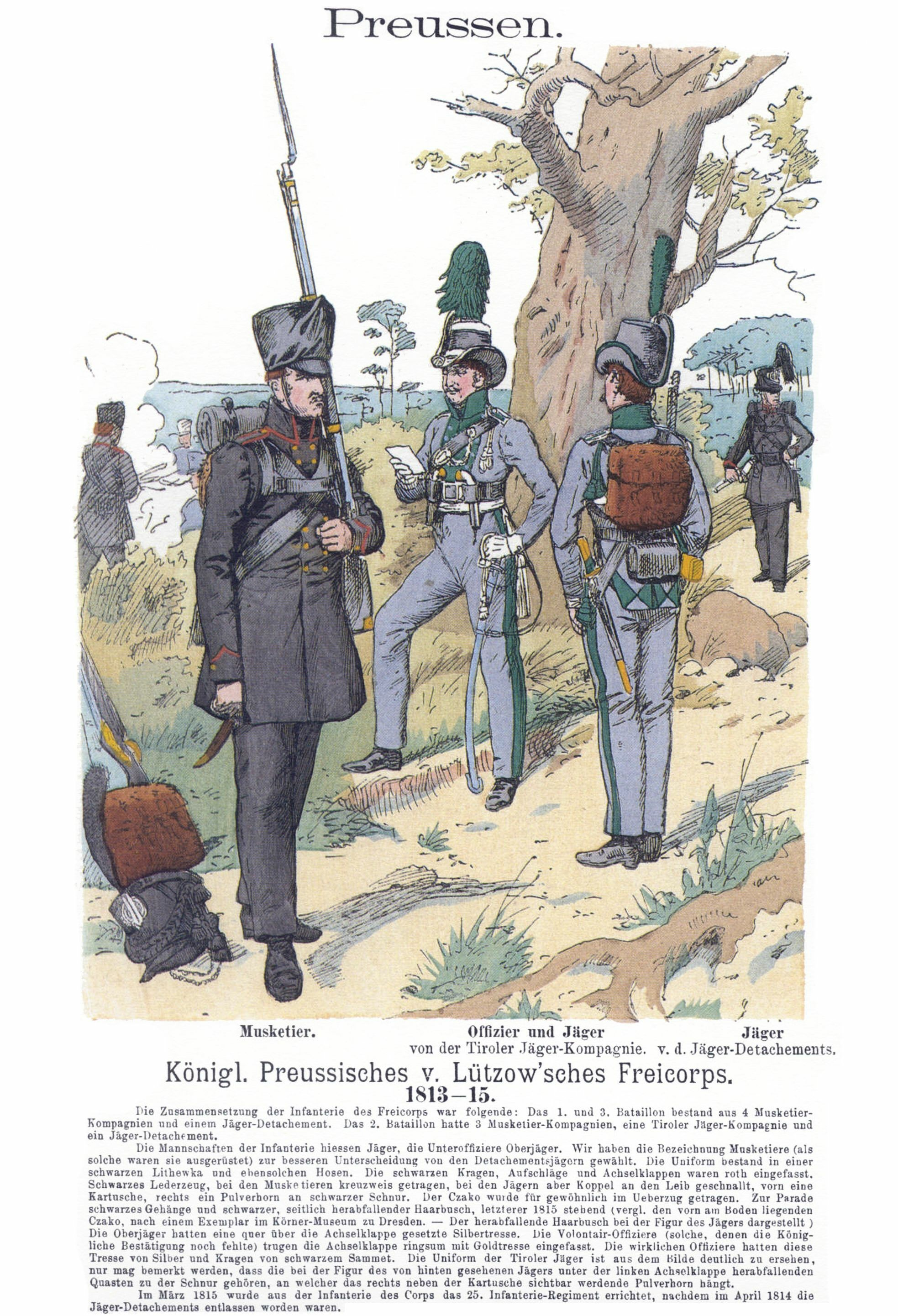
Infanterieuniformen des Lützowschen Freikorps 1813/14 (Farbtafel von Richard Knötel)

Der Verband wurde durch A.K.O. am 31. März 1815 als 25. Infanterie-Regiment errichtet und ging aus dem Lützowschen Freikorps hervor. Daher wurde der Stiftungstag auch auf den dessen Gründungsdatum 18. Februar 1813 festgelegt. Nach seiner Aufstellung befand sich das Regiment Anfang April 1815 während der Befreiungskriege zunächst in einer Vorpostenstellung bei Dinant und nahm an der Schlacht bei Ligny teil. Daran schloss sich die Schlacht bei Waterloo und die anschließende Verfolgung der französischen Truppen an. Nach Beendigung der Befreiungskriege bezog das Regiment am 3. Dezember 1815 in Erfurt Garnison.

### Badische Revolution 1849
Feldzug in Baden 1849 - Gefecht am Federbach

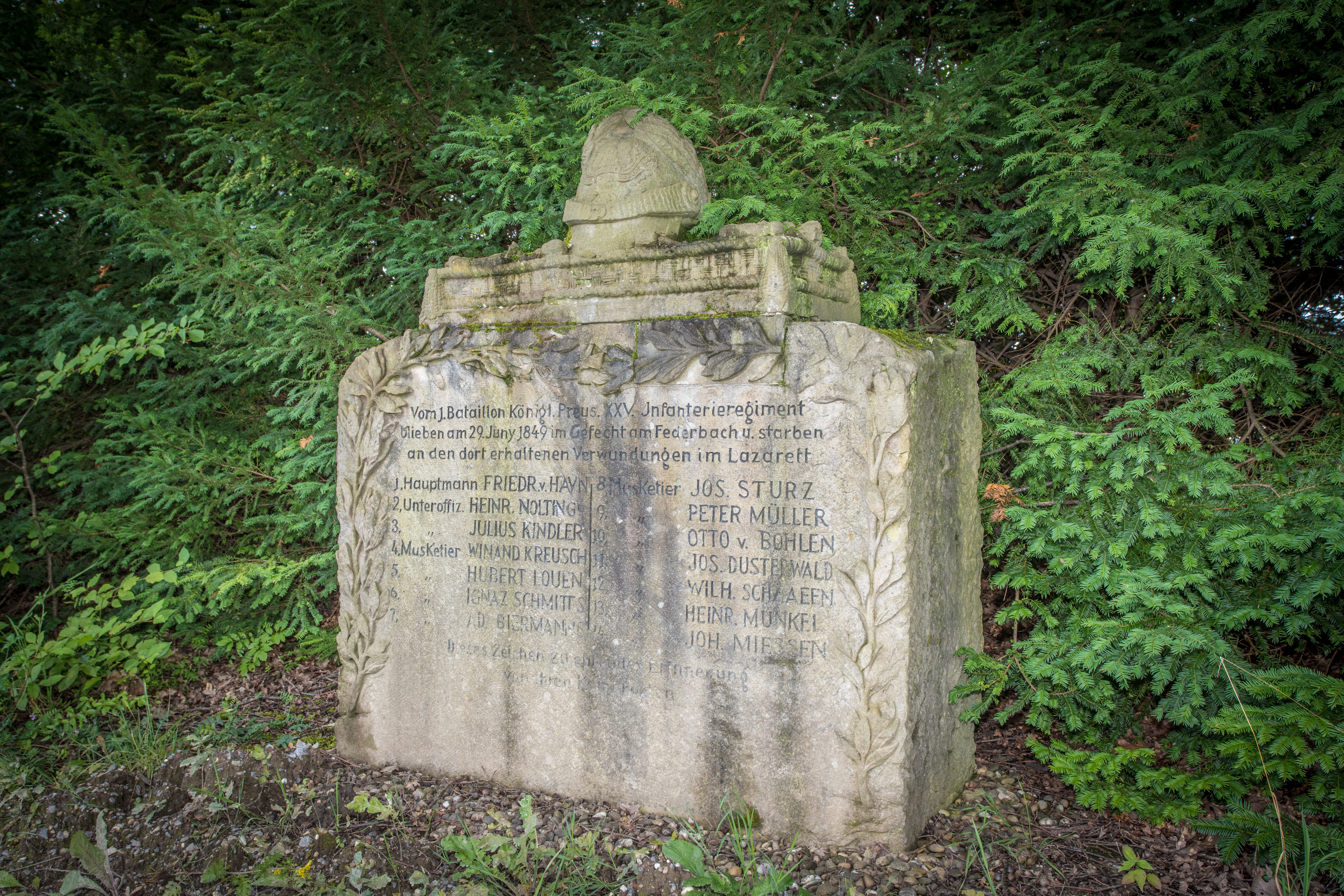
Gedenkstein der Gefallenen beim Gefecht am Federbach am 29. Juni 1849

### Deutscher Krieg 1866
Während des Deutschen Krieges war das Füsilier-Bataillon an der Einnahme von Stade beteiligt. Das I. und das II. Bataillon kamen in der Schlacht bei Langensalza zum Einsatz. Im Mainfeldzug wurde das Regiment wieder geschlossen eingesetzt. Es kämpfte bei Waldaschach, Roßbrunn und Uettingen sowie bei der Beschießung von Würzburg.

### Deutsch-Französischer Krieg 1870/71
Zu Beginn des Krieges gegen Frankreich beteiligte sich das Regiment an der Einschließung und Belagerung von Schlettstadt. Nach der Kapitulation der Stadt schlossen sich Gefechte bei Gebweiler sowie die Belagerung von Neubreisach an. Es folgten Vorpostengefechte bei Cernay und Gevenheim. Im weiteren Verlauf des Krieges wurde der Verband bei der Belagerung von Belfort eingesetzt.

### Krieg gegen die Herero und Nama 1904/07
Einzelne Angehörige traten zur Schutztruppe für Deutsch-Südwestafrika über. An vier Gefallene erinnert das Lützower-Denkmal in Rastatt.

### Erster Weltkrieg 1914/18
Mit Ausbruch des Ersten Weltkriegs machte das Regiment am 2. August 1914 als Teil der 29. Infanterie-Brigade der 15. Division mobil. Es nahm im August an der Schlacht in Lothringen teil und ging nach der Schlacht bei Arras Mitte Oktober 1914 in den Stellungskrieg über. Neben Stellungskämpfen war das folgende Jahr durch die Teilnahme an der Lorettoschlacht sowie durch die Herbstschlacht in der Champagne geprägt. Am 6. Juli 1916 änderte sich das Unterstellungsverhältnis und das Regiment kam zur 80. Infanterie-Brigade.

### Verbleib
Nach Kriegsende konnte das Regiment nicht in die bisherige Garnison in der Roten Kaserne nach Aachen zurückkehren. Daher wurde der Verband zunächst ab 20. Dezember 1918, dann Anfang Januar 1919 in Emden und schließlich seit Anfang Februar 1919 in Cloppenburg demobilisiert und dann aufgelöst. Teile schlossen sich im Januar 1919 dem Freikorps „Lützow“ an, das mit Bildung der Vorläufigen Reichswehr im Reichswehr-Jäger-Bataillon 30 aufging.
Die Tradition übernahm in der Reichswehr durch Erlass des Chefs der Heeresleitung General der Infanterie Hans von Seeckt vom 24. August 1921 die 13. (MW)-Kompanie des 16. Infanterie-Regiments in Oldenburg.

## Regimentschefs
Erster Regimentschef war vom 4. Juni 1838 bis zum 25. Juni 1864 der württembergische König Wilhelm I. Nach dessen Tod blieb diese Stelle einige Jahre vakant, bis König Karl von Württemberg vom 28. Februar 1871 bis 6. Oktober 1894 diese Funktion ausübte.

## Kommandeure
| Dienstgrad            | Name                               | Datum                                                                |
| --------------------- | ---------------------------------- | -------------------------------------------------------------------- |
| Major/Oberstleutnant  | Friedrich von Petersdorff          | 31. März bis 9. Oktober 1815                                         |
| Oberstleutnant/Oberst | Friedrich von Leslie               | 10. Oktober 1815 bis 31. Oktober 1825                                |
| Oberst                | Franz von Lucadou                  | 30. März 1826 bis 29. März 1833                                      |
| Oberstleutnant        | Adam von Klaette                   | 30. März 1833 bis 24. März 1834 (mit der Führung beauftragt)         |
| Oberst                | Adam von Klaette                   | 25. März 1834 bis 29. März 1839                                      |
| Oberstleutnant        | Friedrich Kühle                    | 30. März 1839 bis 27. Januar 1840 (mit der Führung beauftragt)       |
| Oberstleutnant/Oberst | Friedrich Kühle                    | 28. Januar 1840 bis 30. März 1846                                    |
| Oberstleutnant/Oberst | Friedrich Karl von Wiedburg        | 31. März 1846 bis 5. Juli 1848                                       |
| Oberstleutnant/Oberst | Rudolf von Horn                    | 06. Juli 1848 bis 13. Mai 1850                                       |
| Oberst                | Julius von Cranach                 | 14. Mai 1850 bis 1. Dezember 1851                                    |
| Oberst                | Albert von Othegraven              | 02. Dezember 1851 bis 9. Juni 1856                                   |
| Oberstleutnant/Oberst | Friedrich August von Othegraven    | 10. Juni 1856 bis 18. Mai 1859                                       |
| Oberstleutnant/Oberst | Eduard von Raven                   | 19. Mai 1859 bis 11. August 1863                                     |
| Oberstleutnant        | Edmund von Hanstein                | 12. August bis 21. September 1863 (mit der Führung beauftragt)       |
| Oberst                | Edmund von Hanstein                | 22. September 1863 bis 29. Oktober 1866                              |
| Oberstleutnant/Oberst | Adolf von Dürre                    | 30. Oktober 1866 bis 24. Februar 1869                                |
| Oberst                | Hugo von Loos                      | 25. Februar 1869 bis 20. November 1872                               |
| Oberstleutnant        | Hermann Blume                      | 21. November 1872 bis 19. Januar 1873 (mit der Führung beauftragt)   |
| Oberstleutnant/Oberst | Hermann Blume                      | 20. Januar 1873 bis 12. März 1879                                    |
| Oberstleutnant/Oberst | Bernhard Hülsemann                 | 13. März 1879 bis 12. März 1884                                      |
| Oberst                | Deodat von Zollikofer-Altenklingen | 13. März 1884 bis 3. August 1888                                     |
| Oberst                | Wilhelm Rau                        | 04. August 1888 bis 17. November 1890                                |
| Oberst                | Wilhelm Schilling von Canstatt     | 18. November 1890 bis 15. Juni 1894                                  |
| Oberst                | Friedrich Mejer                    | 16. Juni 1894 bis 14. Juni 1898                                      |
| Oberst                | Hermann Augustin                   | 15. Juni 1898 bis 17. Mai 1901                                       |
| Oberst                | Franz von Glasenapp                | 18. Mai 1901 bis 18. Juni 1902                                       |
| Oberstleutnant/Oberst | Eugen Marschall von Sulicki        | 19. Juni 1902 bis 15. Oktober 1906                                   |
| Oberst                | Wilhelm Rogge                      | 16. Oktober 1906 bis 21. März 1910                                   |
| Oberst                | Paul von Fresenius                 | 22. März 1910 bis 21. März 1913                                      |
| Oberstleutnant/Oberst | Paul von Strantz                   | 22. März 1913 bis 5. August 1914                                     |
| Major                 | Kutzbach                           | 06. bis 24. August 1914 (mit der Führung beauftragt)                 |
| Oberst                | Hans von Drygalski                 | 24. August bis 12. Oktober 1914                                      |
| Oberst                | Paul von Strantz                   | 13. bis 24. Oktober 1914                                             |
| Major                 | Schulze                            | 25. Oktober bis 28. November 1914                                    |
| Oberstleutnant        | Max Transfeldt                     | 29. November 1914 bis 3. Januar 1915                                 |
| Major                 | Wilhelm von Goerne                 | 04. Januar bis 31. März 1915                                         |
| Major                 | Weißig                             | 31. März bis 29. April 1915 (mit der Führung beauftragt)             |
| Major                 | Wilhelm von Goerne                 | 30. April bis 20. Juni 1915                                          |
| Major                 | Frithjof von Hammerstein-Gesmold   | 21. bis 26. Juni 1915                                                |
| Oberstleutnant        | Gerhard Heinrich Hering            | 30. Juni 1915 bis 4. Januar 1916                                     |
| Major                 | Martens                            | 26. September bis 14. Oktober 1915 (mit der Führung beauftragt)      |
| Oberstleutnant        | Gerhard Heinrich Hering            | 15. Oktober bis 20. November 1915                                    |
| Major                 | Martens                            | 21. November 1915 bis 4. Januar 1916 (mit der Führung beauftragt)    |
| Major                 | Otto Beckhaus                      | 05. Januar bis 27. November 1916 (mit der Führung beauftragt)        |
| Major                 | Martens                            | 28. bis 29. November 1916 (mit der Führung beauftragt)               |
| Major                 | Kuno von Quitzow                   | 30. November 1916 bis 6. September 1917 (mit der Führung beauftragt) |
| Hauptmann             | Hüttmann                           | 07. bis 11. September 1917                                           |
| Oberstleutnant        | Weyrach                            | 12. September bis 8. Dezember 1917                                   |
| Hauptmann             | Hüttmann                           | 20. Oktober bis 2. November 1917                                     |
| Oberstleutnant        | Weyrach                            | 03. November bis 8. Dezember 1917                                    |
| Major                 | Fonk                               | 09. bis 17. Dezember 1917                                            |
| Oberstleutnant        | Friedrich von der Goltz            | 18. Dezember 1917 bis 15. Juni 1918                                  |
| Hauptmann             | Hüttmann                           | 04. bis 7. Mai 1918                                                  |
| Oberstleutnant        | Friedrich von der Goltz            | 08. Mai bis 15. Juni 1918                                            |
| Oberstleutnant        | Ernst von Wilczeck                 | 16. Juni bis 7. September 1918                                       |
| Major                 | Hüttmann                           | 08. bis 17. September 1918                                           |
| Major                 | Georg Hauß                         | 19. September 1918 bis 2. Februar 1919                               |
| Oberst                | Adolf Buchholz                     | 03. Februar 1919 bis Auflösung                                       |